# 마닐라만

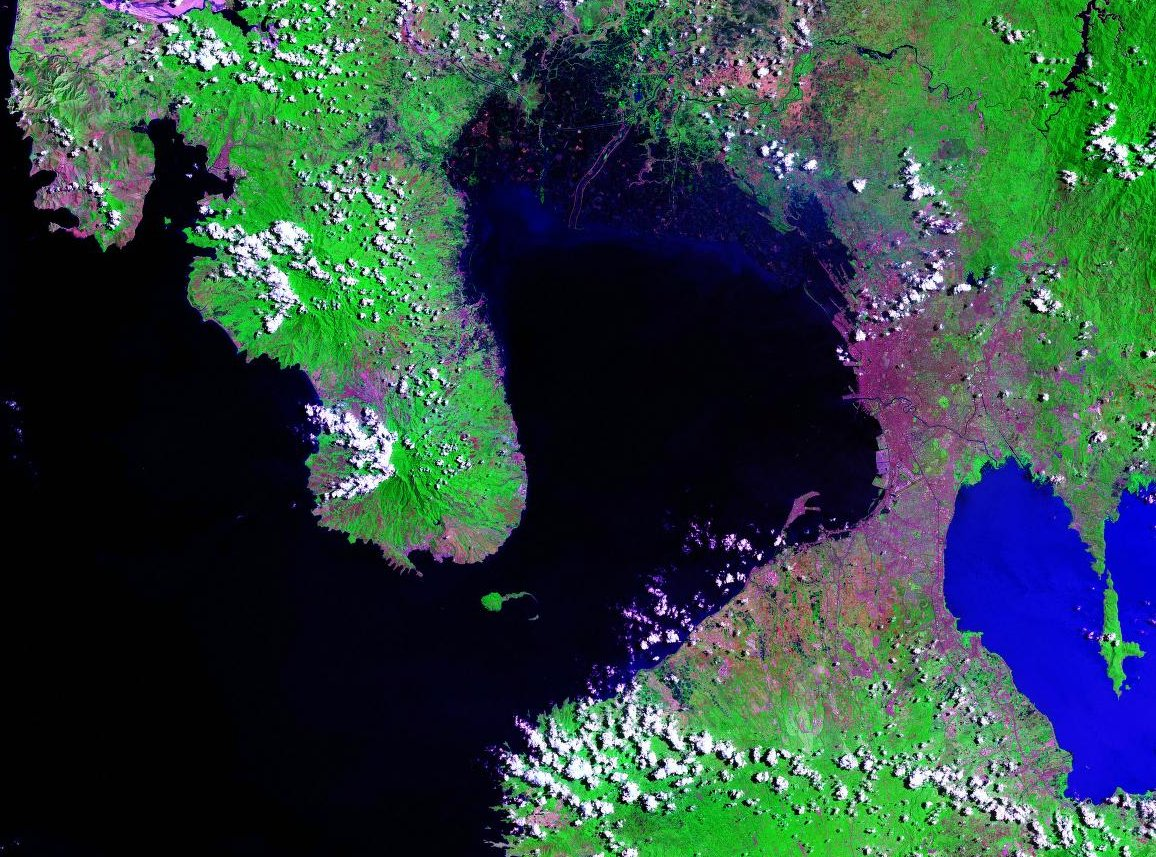
마닐라만

마닐라만(Manila Bay)은 필리핀 루손섬 중부 수도 마닐라 서쪽에 펼쳐진 만이다.
만은 서쪽으로 뻗어 있으며, 남중국해와 연결되어있다. 만 입구는 바탄반도가 앞으로 돌출해 있기 때문에 좁아지고 있으며 코레히도르섬 등이 존재하고 있다. 만 내의 항구는 입지적인 위치가 좋은 항구이며, 주요 항만으로 동부에 마닐라항, 남부에 카비테항 등이 있다.
이 만은 석양이 아름다운 것으로 유명하다. 동쪽에 있는 라구나 호수는 파시그강으로 이어지고 있다.
1898년에는 미국과 스페인 사이에 마닐라만 전투가 벌어졌다.

## 같이 보기
- 마닐라만 전투
- 포트 드럼 (필리핀) (영어판)